# Игуманија Јована (Србовић)
Јована (световно Севастија Србовић; Доња Белица код Струге, 10. јун 1916 — Манастир Ваведење, 1. март 1992) била је српска игуманија Манастира Сретења и Ваведења.

## Биографија
Игуманија Јована (Србовић) рођена је у селу Доња Белица код Струге у Македонији, 10. јуна 1916. године. Родитељи су јој Антоније и Поликсенија Србовић, трговци из Струге. На крштењу добила је име Севастија. Од детињства боловала је од парализе, која се из године у годину све више погоршавала. Услед те болести напустила је и основну школу, свршивши свега два разреда.
После смрти Севастијиног оца, њена мајка Поликсенија одлази у манастир Калиште и тамо после извесног времена прима монашки постриг од владике Николаја, добивши монашко име Параскева. Мала и болесна Севастија такође одлази с мајком у Калиште. Тамо у манастиру остаје све до 1936. године. Поред своје мајке и манастирских сестара она се толико навикла на манастирски живот да је и сама зажелела да се у манастиру замонаши.
Кад је 1936. године архимандрит Рафаило повео из Калишта у Манастир Јовање 12 сестара, са њима је пошла и сестра Севастија. Била је малог раста, пуначка и благодатног изгледа, али ничим није одавала неку особиту способност. Владика Николај Велимировић је све то и сам осетио и донео одлуку да је одмах по прелазу из Македоније у Јовање на Благовести 1936. године замонаши. То је ваљда било и прво монашење у девичком Јовању. На монашењу је Севастија добила монашко име Јована.
Године 1951. мати Јована је из Манастира Јовања премештена и постављена за игуманију у Манастиру Сретење на Овчару, у којем је већ било 20 сестара. Заменивши игуманију Ану Аџић, мати Јована се, захваљујући своме смирењу, веома добро уклопила у ново сестринство. Али када је епископ жички Василије Костић одлучио да Манастир Ваведење од парохијске цркве поново врати и претвори у женски манастир, он у Манастиру Сретењу поставља за игуманију намесницу, старију и искуснију монахињу Минодору Шишовић, а игуманију Јовану са 11 сестара премешта у Манастир Ваведење.
Тако мати Јована, пуна вере и благодатне силе Божје, оснива ново сестринство у овом манастиру, можда најстаријем међу Овчарским манстирима, 1975. године. Под њеним руководством Манастир Ваведење је тако обновљено и уређено као никада раније. Када је осетила да ће променити овим светом, припремила је и наименовала за нову игуманију искусну и веома способну монахињу Февронију. Упокојила се 1. марта 1992. године и сахрањена је у манастиркој порти у монашком гробљу.